# カタールSCスタジアム
カタールSCスタジアムことスハイム・ビン・ハマド・スタジアム（英語: Suheim bin Hamad Stadium / アラビア語: ملعب سحيم بن حمد）はカタールの首都ドーハにある収容人数2万人収容の陸上競技場兼球技場である。
カタール・スターズリーグ所属のカタールSCが所有する多目的スタジアムで、2010年にはIAAFダイヤモンドリーグのカタールスーパーグランプリが開催された。
2011年にはAFCアジアカップの会場の一つとして使用された。